# 佐々木長左衛門
佐々木 長左衛門（ささき ちょうざえもん、1879年（明治12年）12月8日 - 1953年（昭和28年）3月31日）は、日本の教育者。豊栄尋常小学校校長などを務めたほか、旭川でアイヌ細工、アイヌ関連の書籍などを販売する民芸土産物店を開業した。クリスチャン。

## 生涯
宮城県に生まれる。1897年（明治30年）に教職に就いた。1908年（明治41年）、 北海道上川郡上川尋常高等小学校の教師となる。
1918年（大正7年）、 旭川区豊栄尋常小学校の校長となる。学校と同じ区画には日本聖公会の伝道所があり、伝道師の金成マツとその母、およびマツの妹の子である知里幸恵が住んでいた。
1922年（大正11年）7月、『アイヌの話』（旭屋書店）を刊行、巻末の「アイヌの昔話」のうち2篇は知里幸恵の寄稿による。そのころ幸恵は『アイヌ神謡集』の校正と金田一京助の手伝いをするために東京に行っていた。幸恵は9月18日に心臓発作をおこし死去した。
1923年（大正12年） 3月末で豊栄小学校は廃校となり校長を退職し、北海道庁立旭川商業学校に勤務する。8月10日、金田一京助の訪問を受ける。
1926年（大正15年） 、妻の名義で「佐々木豊栄堂」を開業。アイヌ細工や絵葉書、アイヌ人形、アイヌ関連書などを販売し、旭川における民芸土産品店の草分けとなる。
1937年（昭和12年） に旭川商業学校を退職する。1942年（昭和17年）から1948年（昭和23年）まで、 北海道第三師範学校（現・北海道教育大学旭川校）の図書室に勤務した。1950年（昭和25年） には北海道開発大博覧会に協力し、田中敏文知事より感謝状を授与する。 1951年（昭和26年） 、郷土資料などを旭川市に寄贈し、市長より表彰された。
1953年（昭和28年）3月31日に死去。

## 著編書
主に国立国会図書館のデータによる。旭川文学資料館や旭川市図書館に所蔵されている（複写含）。
- 『アイヌの話』（旭屋書店、大正11年）
  - 『アイヌの話 再版』（佐々木豊栄堂、大正15年）[注釈 4]
  - 『アイヌの話 3版』（佐々木豊栄堂、昭和2年）
  - 『アイヌの話 増補4版』（佐々木豊栄堂、昭和6年）
- 『アイヌの熊狩と熊祭』（佐々木豊栄堂、大正15年）[注釈 5]
  - 『アイヌ史資料集 第5巻 (言語・風俗編 2)』（河野本道選、北海道出版企画センター、1980年）に収録
- 『北海道旭川市アイヌ写真帖』（佐々木豊栄堂、昭和4年）[注釈 6]
- 『近文アイヌ部落概況』（佐々木豊栄堂、昭和7年）